# Annika Marberg
Annika Marberg, folkbokförd Annicka Eleonor Marberg, född den 12 februari 1953 i Arvika, är en svensk opera- och konsertsångerska (sopran).
Hon har medverkat i amatörgruppen Sällskapet Wermlänningarnes uppsättning av sångspelet Värmlänningarna 1976–78, där hon spelade Anna. Som professionell sångerska har hon haft engagemang hos Folkoperan i bland annat Läderlappen, Carmen och Turandot.
Hon var gift 1986–1995 med journalisten Claes Elfsberg. Parets dotter Hanna avled i cancer i februari 2018.